# Marmosa d'Agricola
La marmosa d'Agrícola (Cryptonanus agricolai) és una espècie de marsupial didelfimorf de la família dels didèlfids. És endèmica de l'estat de Ceará, a l'est del Brasil.